# Ёсида, Хидэхико
Хидэхико Ёсида (яп. 吉田 秀彦 Ёсида Хидэхико, род. 3 сентября 1969 года, Обу, Япония) — японский дзюдоист, чемпион Олимпийских игр, чемпион мира, чемпион Азии, многократный чемпион и призёр чемпионатов Японии по дзюдо; боец смешанных единоборств. Обладатель 6 дана дзюдо.

## Биография
В 1988 году завоевал бронзовую медаль чемпионата Японии, победил на чемпионате Азии, чемпионате мира среди студентов в Тбилиси. В 1989 году занял второе место на Кубке Мацутаро Сёрики и Кубке Кодокана. В 1990 году занял второе место на чемпионате Японии, победил на Кубке Дзигоро Кано, чемпионате мира среди студентов, Кубке Кодокана. В 1991 году выступал на более престижном чемпионате Японии (в Японии ежегодно проводятся два чемпионата, один с разделением по категориям, и второй, более престижный, только в открытой категории) и занял там третье место. В том же году завоевал «бронзу» чемпионата мира. В 1992 году стал победителем чемпионата Японии, победителем турнира серии «А» Sofia Liberation.
Выступая на Олимпийских играх 1992 года, боролся в весовой категории до 78 килограммов. В его категории боролись 34 дзюдоиста.
Борец, победивший во всех схватках группы выходил в финал, где встречался с победившим борцом из другой группы. В «утешительных» схватках встречались те борцы, которые проиграли победителю группы: так, проигравший борец «Б» в первой схватке борцу «А», во второй схватке (при условии, что борец «А» свою вторую схватку выиграл) боролся с проигравшим борцу «А», и если выигрывал, то продолжал участвовать в турнире до тех пор, пока борец «А» не проигрывал. Победители в утешительных схватках получали бронзовые медали.
В 1/32 финала японский борец победил Хамида Фадула (Судан), в 1/16 финала Фади Сайкали (Ливан), в 1/8 Гастона Гарсия (Аргентина), в четвертьфинале Александру Кипе (Канада), в полуфинале Йохана Лаатса (Бельгия). Все схватки японский борец выиграл чисто. Не стал исключением и финал, где в 3:35 времени схватки с американцем Джейсоном Моррисом, японский борец провёл подхват под одну ногу (ути-мата), оценённый в иппон и завоевал звание чемпиона олимпийских игр.
В 1993 году победил на турнире Tournoi de Paris и стал вице-чемпионом мира. В 1994 году победил на Кубке Кодокана и Кубке Дзигоро Кано и занял второе место на абсолютном чемпионате Японии. В 1995 году стал победителем Tournoi de Paris, чемпионом Японии и вновь остался вторым на чемпионате мира. В 1996 году вновь победил на чемпионате Японии.
Выступая на Олимпийских играх 1996 года, боролся в весовой категории до 86 килограммов. В его категории боролись 32 дзюдоиста.
Хидэхико Ёсида проиграл в первой же схватке на турнире румынскому дзюдоисту Адриану Кройчору и переместился в утешительный турнир, где последовательно победил украинца Руслана Машуренко, француза Дарселя Яндзи, россиянина Олега Мальцева, но в схватке за бронзовую медаль уступил немцу Марко Спиттка.
В 1997 году был вторым на чемпионате Японии. В 1998 году завоевал Кубок Кодокана. В 1999 году стал чемпионом Японии и наконец завоевал звание чемпиона мира. В 2000 году снова стал чемпионом Японии и был вторым на Кубке Кодокана.
Выступая на Олимпийских играх 2000 года, боролся в весовой категории до 90 килограммов. В его категории боролись 32 дзюдоиста.
В 1/16 Хидэхико Ёсида победил Сергея Шахимова из Казахстана, в 1/8 Искандера Хачича (Тунис), в четвертьфинале проиграл бразильцу Сарлосу Хонорато. В первой утешительной схватке вновь проиграл, Фернандо Гонсалесу из Испании, и из турнира выбыл, оставшись на 9 месте.
После игр карьеру в большом дзюдо закончил, основав зал Ёсида Додзё, в котором в основном уделяется внимание дзюдо, но также проводится подготовка в MMA.

## Карьера в смешанных боевых искусствах
С 2002 по 2010 год выступал в смешанных боевых искусствах. В 2010 году в прощальном поединке был побеждён собственным учеником Казухиро Накамурой.
| Результат | Рекорд | Соперник           | Способ                              | Турнир                                 | Дата            | Раунд | Время | Место           | Примечание |
| --------- | ------ | ------------------ | ----------------------------------- | -------------------------------------- | --------------- | ----- | ----- | --------------- | ---------- |
| Поражение | 9-8-1  | Кадзухиро Накамура | Единогласное решение                | Astra - Yoshida's Farewell             | 25 апреля 2010  | 3     | 5:00  | Токио, Япония   |            |
| Победа    | 9-7-1  | Сатоси Исии        | Единогласное решение                | K-1 - Dynamite!! Power of Courage 2009 | 31 декабря 2009 | 3     | 5:00  | Сайтама, Япония |            |
| Поражение | 8-7-1  | Санай Кикута       | Раздельное решение                  | Sengoku - No Ran 2009                  | 4 января 2009   | 3     | 5:00  | Сайтама, Япония |            |
| Победа    | 8-6-1  | Морис Смит         | Сабмишном (залом шеи)               | Sengoku - Third Battle                 | 8 июня 2008     | 1     | 2:23  | Сайтама, Япония |            |
| Поражение | 7-6-1  | Джош Барнетт       | Сабмишном (скручивание пятки)       | Sengoku - First Battle                 | 5 марта 2008    | 3     | 3:23  | Сайтама, Япония |            |
| Поражение | 7-5-1  | Джеймс Томпсон     | Техническим нокаутом (удары)        | Pride FC - Shockwave 2006              | 31 декабря 2006 | 1     | 7:50  | Сайтама, Япония |            |
| Поражение | 7-4-1  | Мирко Филипович    | Техническим нокаутом (удары ногами) | Pride FC - Critical Countdown Absolute | 1 июля 2006     | 1     | 7:38  | Сайтама, Япония |            |
| Победа    | 7-3-1  | Ёсукэ Нисидзима    | Сабмишном (удушение треугольником)  | Pride FC - Total Elimination Absolute  | 5 мая 2006      | 1     | 2:33  | Осака, Япония   |            |
| Победа    | 6-3-1  | Наоя Огава         | Сабмишном (рычаг локтя)             | Pride FC - Shockwave 2005              | 31 декабря 2005 | 1     | 6:04  | Сайтама, Япония |            |
| Победа    | 5-3-1  | Танк Эббот         | Сабмишном (удушение треугольниокм)  | Pride FC - Final Conflict 2005         | 28 августа 2005 | 1     | 7:40  | Сайтама, Япония |            |
| Поражение | 4-3-1  | Вандерлей Силва    | Раздельное решение                  | Pride FC - Total Elimination 2005      | 23 апреля 2005  | 3     | 5:00  | Осака, Япония   |            |
| Поражение | 4-2-1  | Рулон Гарднер      | Единогласное решение                | Pride - Shockwave 2004                 | 31 декабря 2004 | 3     | 5:00  | Осака, Япония   |            |
| Победа    | 4-1-1  | Марк Хант          | Сабмишном (рычаг локтя)             | Pride FC - Critical Countdown 2004     | 20 июня 2004    | 1     | 5:25  | Сайтама, Япония |            |
| Ничья     | 3-1-1  | Ройс Грейси        | Ничья                               | Pride FC - Shockwave 2003              | 31 декабря 2003 | 2     | 10:00 | Сайтама, Япония |            |
| Поражение | 3-1    | Вандерлей Силва    | Единогласное решение                | Pride FC - Final Conflict 2003         | 9 ноября 2003   | 2     | 5:00  | Токио, Япония   |            |
| Победа    | 3-0    | Киёси Тамура       | Сабмишном (удушение Иезекииля)      | Pride FC - Total Elimination 2003      | 10 августа 2003 | 1     | 5:06  | Сайтама, Япония |            |
| Победа    | 2-0    | Масааки Сатакэ     | Сабмишном (удушение)                | Inoki Bom-Ba-Ye 2002 - K-1 vs. Inoki   | 31 декабря 2002 | 1     | 0:50  | Сайтама, Япония |            |
| Победа    | 1-0    | Дон Фрай           | Техническим сабмишном (рычаг локтя) | Pride 23 - Championship Chaos 2        | 24 ноября 2002  | 1     | 5:32  | Сайтама, Япония |            |